# Scarborough (Ontario)
Scarborough è una delle municipalità del Canada e sobborgo di Toronto. Situata sopra le Scarborough Bluffs, occupanti la parte orientale della città.
Scarborough è delimitata a ovest dalla Victoria Park Avenue, a nord dalla Steeles Avenue, a est dal Rouge River e dalla città di Pickering e a sud il Lago Ontario.
La città prende il nome da Scarborough nel Regno Unito.
Scarborough negli ultimi anni è divenuta una delle destinazioni residenziali preferite per i nuovi immigrati. Come risultato, la città è una delle più diversamente multiculturali della Greater Toronto Area, ospitando varie religioni e diverse culture. La città inoltre è stata dichiarata la più verde tra tutte le altre formanti la Greater Toronto Area.

## Storia
Dai primi stanziamenti europei nel 1790, Scarborough è diventata da un insieme di villaggi rurali ad una città completamente urbanizzata e multiculturalmente diversificata.
Dal 1850 a oggi Scarborough è passata da essere una municipalità fino a diventare parte dell'area metropolitana di Toronto nel 1953, borough nel 1967 e infine città nel 1983.
Dal 1998 Scarborough insieme ad Old Toronto, East York, Etobicoke, North York e York, formano la nuova municipalità di Toronto.